# 田村信
田村 信（たむら しん、1955年3月22日 - ）は、ギャグ漫画家。徳島県出身。

## 来歴
徳島県出身。同郷の山上たつひこのアシスタントを2ヶ月務めたのち、『週刊少年サンデー』（小学館）の新人賞に入選、『増刊サンデー』にて「忍者天国」でデビューする。その後『週刊少年サンデー』で連載した「できんボーイ」がヒットとなった。

## 作風
- 登場人物の尻に「しり」と文字で書いてしまったり、話に脈絡がなく、とにかくギャグをちりばめる作風で知られる。
- 高橋留美子によれば、高橋が作品でよく用いる擬態語「ちゅどーん」は、田村の発案である[2][3]。
- 本人によると「ギャグネタを愉しみながら生きる、いい加減な“ゾンビ漫画家”である」とコメントしている。
- まつもと泉がギャグ漫画家になる影響を与えた人物のひとりである[4]。しかしギャグでは大成せず、ラブコメで一世を風靡する。

## 作品リスト
- できんボーイ（週刊少年サンデー 1976年 - 1979年連載）
- おれカネゴン（てれびくん 1979年 - 1980年連載）
- とまとボーイ!（e-manga - 講談社）
- トラップ一族
- あっかんマン
- ウルトライダーS
- ミスター赤玉
- 怪人チュードン
- じつは、来週で…
- エッヂ（原作／狩撫麻礼）
- できんボーイZ（秋田書店プレイコミック、不定期連載）

## アシスタント
- 柳澤一明[5]